# Lac du Pêcher
Le lac du Pêcher est un lac français situé dans le département du Cantal, au sud-ouest des monts du Cézallier. Il fait partie du Parc naturel régional des volcans d'Auvergne. Sa superficie est de 20,22 hectares et son altitude est de 1 142 mètres. Il se trouvait sur le territoire de l'ancienne commune de Chavagnac avant la création de la commune nouvelle de Neussargues en Pinatelle.
Le vallon du lac du Pêcher a été déclaré Zone naturelle d'intérêt écologique, faunistique et floristique (ZNIEFF), espace naturel inventorié en fonction de son caractère remarquable. Le département l'a ensuite classé Espace naturel sensible.
Bien que le lieu soit isolé, les activités humaines y restent présentes comme l'élevage bovin extensif et le tourisme vert. 

## Toponymie
Le terme « Pêcher » se réfère par tradition locale à l’appellation vernaculaire médiévale de ce vallon désignant les zones humides à vocation piscicole. Cet espace est situé dans le « front pionnier » du XIIe siècle des hautes terres du Cézallier, défrichées et mises en valeur par les Templiers ; en témoignent le bâtiment de Fons Nostre (remanié au XVIIIe siècle, et réaménagé récemment) et les nombreux édifices religieux qui marquent les alentours.
Il est intéressant de constater que la majorité des toponymes environnants se réfèrent globalement à cette même période médiévale, et présentent souvent des liens avec la langue occitane. Quelques exemples, simples et plus complexes :
Adreit : ou adret, de l’occitan adrech (exposé vers le sud) ;
Boissonnière : Boysoneyre sur la carte de Cassini : de l’occitan Boys ou Bois, Buis en français, issu du latin Buxum ; et du suffixe médiéval issu du gallo-romain, eyre, « domaine de » ;
Chalinargues : soit du latin chaloir, chauffer, chaleur ; soit du latin caele, petite chienne, et du suffixe médiéval issu du gallo-romain, argues, « domaine de » ; la première étymologie paraît la plus probable pour ce village serré au creux d’un vallon, un peu à l’abri des écirs (cf. infra, « climat ») ; église du XIIe siècle ;
Chantelouve : formé du moyen français canter, chanter, et loup : où “chantent les loups” ;
Chantetoulié : toponyme récent, apparaissant au XIXe siècle, avec deux origines potentielles : 1. formé du moyen français canter, chanter et de la déformation de turba (tourbe) : espace en adret où l’on faisait sécher les tranches de tourbe ; ou 2. (plus probablement et de façon ironique) "Chanter" + "toulié", la pelle en bois utilisée pour la tourbe ;
Chavagnac : toponyme d’origine romaine, formé de claves, la clé, lié à sa position sur le passage venant de la vallée de l’Alagnon vers le plateau de Chalinargues et du suffixe médiéval issu du gallo-romain, acum, “domaine de” ; église du XIIe siècle ;
Fons Nostre : 1. soit à prendre au sens strict, de fons, du latin fundus (fonds de terre) et de nostre, du latin noster (notre) ce qui corroborerait l’hypothèse d’une halte templière en ce site sur l’une des variantes du “chemin de Saint Jacques”, fournissant aux pèlerins l’eau et le poisson ; 2. soit la déformation de font, désignant une source permanente avec deux possibilités : 2.1. allusion possible à une source non soumise à la taxe seigneuriale ; 2.2. (plus probablement) appellation donnée à cette source permanente par des religieux (contraction du Pater Noster), ce qui corroborerait à nouveau l’hypothèse d’une halte templière en ce site sur l’une des variantes du “chemin de Saint Jacques” ;
Fortuniès : toponyme local très fréquent issu du patronyme Fortuné ; la chapelle de Fortuniès est construite au XIIe siècle. Mais le terme de Portemier, (“partage”) présent au même endroit sur la carte de Cassini laisse penser à une déformation ironique du terme entre la fin du XVIIIe et le XIXe siècle lorsque ce lieu est acheté à la suite de la vente des Biens Nationaux (ici, biens du clergé) lors de la Révolution ;
Foucous (les) : 1. soit les faucons ; 2. soit issu du patronyme médiéval germanique folcwulf (peuple + loup). Remarquons que le site des Foucous est contigu de celui de Chantelouve et des bois de Pinatelle où la présence de meutes de loups est attestée encore à la fin du XVIIIe siècle.
Joubertou : dérivé du patronyme germanique médiéval Gautberth ;
Partounes : de l’occitan partison, répartition, limites ; désigne ici soit la ligne de partage des eaux entre le bassin de la Loire à l’est (Lac du Pêcher) et le bassin de la Dordogne à l’ouest (Lac des Sauvages), soit la limite médiévale entre le domaine religieux (Templiers puis Hospitaliers) et les seigneuries locales, qu’elles soient civiles ou ecclésiastiques (comme celle de Chavagnac, ci-dessus) ; soit les deux. Les Vacheries de Portemier, sur la carte de Cassini, ont la même origine ;
Pinatelle : de l’occitan pinatela, forêt de petits pins sylvestres ; attesté vers 1200 avec Piniatelle, devenu Pignatelle à la fin du XVIIIe siècle ;
Sainte Anastasie : le toponyme, qui remonte à la période médiévale, était souvent attribué à des implantations religieuses en fronts pionniers (les Sainte Anastasie ont la particularité de s’être toutes “exilées”) ; l’église de Sainte Anastasie date du XIIe siècle.   

## Géographie

### Situation
Le lac du Pêcher est situé au nord de la planèze de Saint-Flour dans sa zone de contact avec le massif du Cézallier, à l’ouest d’Allanche, à l’est du Puy Mary, dans le Parc naturel régional des volcans d’Auvergne. Une zone affectée à l’ère quaternaire par les calottes glaciaires de plateaux qui ont raboté l’ensemble compris entre les Monts Dore au nord, les Monts du Cantal au Sud, le massif du Cézallier à l’est. Une zone moutonnée, aux pentes généralement faibles (moins de 20 %), mal drainée, propice à la formation des tourbières, nombreuses dans sa périphérie, comme celles du Jolan et de la Gazelle.

### Description
Bien qu’ayant été lui-même une tourbière comme le suggèrent des éléments de toponymie et le démontrent les dépôts relictuels de sa rive nord-ouest, le lac du Pêcher est un plan d’eau artificiel entretenu, d’une superficie de 20,22 ha, d’un périmètre de 1,82 km. La zone classée “Espace naturel sensible” couvre au total 32 hectares. De direction globale nord-sud, la digue qui en assure la retenue mesure 134 m de long (153 m avec les atterrages) et 6 m dans sa plus grande hauteur, à l’aplomb du déversoir et vanne de vidange situé au 1/3 nord ; cette digue - poids est constituée de blocs de pierres où se mêlent basaltes et granites ; large de 6 mètres, elle est carrossable, supportant un chemin vicinal goudronné. Afin d’échapper à l’envasement dû aux apports de matériaux par ruissellement, le lac est régulièrement vidé et nettoyé. Sa hauteur est constante, régulée par une vanne de déversement.
La plus grande longueur est de 653 mètres, sa plus grange largeur de 404 mètres, sa profondeur maximale de 6 mètres. À 1 142 mètres d’altitude, il est globalement orienté dans un vallon de direction ONO – ESE, entre au nord, la montagne de la Prune (1 162 m.) et le bois de la Pinatelle (environ 1100 – 1 150 m), à l’est, le bois de Fons Nostre (1 185 m) ; au sud, la colline et les Burons de la Boissonnière (1 187 m) ; à l’ouest les Foucous (1 211 m), le Suc de Pierrou (1 179 m) et la crête de Partounes (1 203 m).
Le relief environnant le vallon du lac du Pêcher constitue un héritage de la période glaciaire, avec son relief moutonné, ses tourbières, ses blocs erratiques. Si le stratovolcan de type hawaïen du Cézallier a connu toutes les glaciations quaternaires et leurs corrélats interglaciaires, c’est la glaciation de Würm, lors de son maximum, qui amène les éléments actuels du relief : « Au maximum würmien, son système glaciaire le plus vaste du Massif central s’étend sous forme d’une cloche composite (…) complexe, où l’on distingue sur le versant Est : - un icefield ou fjell de haute planèze s’étendant à l’est jusqu’à Cheylanes, - des langues de vallées fonctionnant à la manière d’une iceström qui ont localement débordé sur les planèzes dans leurs parties aval et y modelant d’importants troupeaux de drumlins ».
Le sous-sol basaltique imperméable du fait du colmatage des diaclases par des sables aréniformes et des boues argileuses, est recouvert de sols spongieux formés d’arènes basaltiques et granitiques (issues du substrat et des apports dus au ruissellement depuis les interfluves) enrichies de dépôts d’origine végétale à forte teneur en matière organique peu ou pas décomposée, lesquels favorisent la stagnation des eaux en zones humides semi permanentes et permanentes, amenant la formation de nombreuses tourbières dans ces creux, alternant avec des zones boisées sur les interfluves plus secs où apparaissent des affleurements de granites.

### Communes et hameaux aux alentours
Les distances indiquées entre parenthèses sont exprimées en fonction des chemins et routes carrossables les plus rapides / puis en fonction de la distance au centre en vol d’oiseau.
Le lac du pêcher est situé à proximité d'Aurillac, à l’ouest (65,2 km ; 45,47 km); de Condat, au nord (33,4 km ; 20,34 km); de Massiac, à l’est (36,3 km ; 25,67 km ; de Murat, au sud (16,2 km ; 8,45 km) ; de Riom-ès-Montagnes, au nord-ouest (33,2 km ; 20,75 km)  et de Saint Flour, au sud-est (31,6 km ; 23,23 km).
Le lac du Pêcher est situé à proximité des communes rurales de :
Allanche, au nord-est (9,5 km ; 6,33 km) ; Celles, commune nouvelle de Neussargues en Pinatelle, au sud-ouest (13 km ; 9 km) ; Chalinargues, commune nouvelle de Neussargues en Pinatelle, au sud-ouest (5,6 km ; 4,69 km) ; Chavagnac, commune nouvelle de Neussargues en Pinatelle, au sud (5,5 km ; 3,28 km) ; Dienne, à l’ouest-sud-ouest (16,2 km ; 8,22 km) ; Moissac, commune nouvelle de Neussargues en Pinatelle, au sud-ouest (8,6 km ; 7,81 km) ; Neussargues, commune nouvelle de Neussargues en Pinatelle, au sud-ouest (12 km ; 9,57 km) ; Sainte Anastasie, commune nouvelle de Neussargues en Pinatelle, à l’ouest, (10,5 km ; 6,64 km) ; Ségur-les-Villas, au nord-ouest (16,3 km ; 7,18 km).
Le lac du Pêcher est situé à proximité de nombreux hameaux, et notamment : 
Cérézat, au nord-nord-est (4,5 km ; 2,94 km) ; Fortuniès, à l’ouest (7,8 km ; 2,28 km) ; La Boissonnière, au sud, (3 km ; 1,98 km) ; La Gazelle, au nord-ouest (11,9 km ; 5,3 km) ; Laneyrat, au nord-est (7,4 km ; 4,69 km) ; Le Jolan, à l’ouest (9,3 km ; 3,62 km) ; Mouret, à l’est (5,9 km ; 3,98 km) ; Nuits, à l’est (6,5 km ; 4,37 km) ; Tuilière (Lac du Sauvage), à l’ouest (9,6 km ; 3,16 km) ; Vernols, au nord (7,8 km ; 4,79 km).

## Hydrographie

### Bassin versant
Le lac du Pêcher est alimenté à l’ouest par le ruisseau de Chantelouve (parfois improprement nommé ruisseau de Fons Nostre), au nord et au sud par de nombreuses sources dont certaines intermittentes. Les masses spongieuses de tourbe, restituant progressivement l’eau emmagasinée, assurent en outre une humidité constante.
Son émissaire, à l’est, de direction globale ouest-est, est le ruisseau de Fons Nostre ; devenant 1,4 km avant le hameau de Mouret le ruisseau de Mouret ; devenant 2 km plus loin ruisseau de Joubertou en passant auprès d’un moulin éponyme, puis à nouveau ruisseau de Mouret lors de son confluent avec l’Allanche. Affluent de rive droite de l’Allanche, il est un sous affluent de la Loire par l’Alagnon et l’Allier. Le débit moyen est faible (données inconnues).
Son bassin de réception est en limite de partage ouest du bassin de réception de la Loire. Ainsi, plus à l’ouest, le ruisseau de Fortuniès, au nord-ouest de la ligne Foucous - Suc de Pierrou - Partounes, comme le Lac du Sauvage à l’ouest, sont des sous affluents appartenant au bassin de réception de la Dordogne.

### Classements
Le lac du Pêcher et son exutoire sont classés, pour leur peuplement piscicole, en première catégorie. Dans le réseau hydrographique du Cantal, ils sont classés en Liste 1 en matière de continuité écologique : un cours d’eau en très bon état écologique, pouvant jouer le rôle de pépinière de la biodiversité et de “réservoir biologique”. Ils sont inclus dans la “Zone Spéciale de Conservation” des sites NATURA 2000.
Notons que de ce fait le lac du Pêcher est interdit à la baignade.
Dans les publications du Schéma d’aménagement et de gestion des eaux (SAGE) de l’Alagnon, le secteur du lac du Pêcher est de façon constante classé parmi les eaux les plus vertueuses, :
- masses d’eau superficielles ( « Bon » ) ;
- état chimique et quantitatif des masses d’eau souterraines ( « Bon » ) ;
- état physico-chimique (Nitrates, Phosphates, DBO5, Saturation en oxygène) ( « Excellent» ) ;
- état écologique IBD  ( « Bon » ) ;
- état écologique IPR ( « Excellent » ) ;
- qualité biologique et nature des peuplements piscicoles ( « Très bonne » ) ;
Enfin, le classement ZNIEFF (Zone naturelle d'intérêt écologique, faunistique et floristique) situe l’ensemble du secteur du lac du Pêcher en “Zone 1” : « Les ZNIEFF de type I, de superficie réduite, sont des espaces homogènes d’un point de vue écologique et qui abritent au moins une espèce et/ou un habitat rares ou menacés, d’intérêt aussi bien local que régional, national ou communautaire ; ou ce sont des espaces d'un grand intérêt fonctionnel pour le fonctionnement écologique local ».
D’où son classement comme Espace naturel sensible.
Rappelons que « L’objectif principal d’un SAGE est d’atteindre un équilibre durable entre protection des milieux aquatiques et satisfaction des usages (alimentation en eau potable, irrigation, industrie, pêche...). Le socle du SAGE a pour objet de répondre à la réglementation encadrée par l’Europe, mais il va aussi plus loin en prenant en compte les enjeux et l’ambition des acteurs locaux pour préserver et/ou restaurer les milieux aquatiques du territoire ».
Ainsi, le lac du Pêcher est la seule zone humide du bassin de l’Alagnon répertorié comme “Marais aménagé dans un but agricole”. Ce qui n’empêche pas la présence d’un groupe de captage pour l’alimentation en eau potable.  

## Climat
Le lac du Pêcher, protégé des influences océaniques directes par le massif du Plomb du Cantal, appartient à l’ensemble subocéanique montagnard : précipitations soutenues par les effets notoires des ascendances réactivant les flux atlantiques, faible amplitude thermique annuelle, de l’ordre de 14°, moyenne annuelle fraiche (6°). Sa proximité avec le massif cantalien amène par intermittence un effet de foehn, à l’origine d’importants orages estivaux, de tendance continentale. C’est un micro climat local souvent qualifié d’ « excessif ».
Le régime des précipitations est de type pluvio-nival, avec un maximum d’automne et un minimum estival. L’enneigement hivernal est important. Il est nuancé par des possibles redoux océaniques et de potentiels effets minimes du foehn cantalien, mais surtout exacerbé par le vent balayant la neige en congères, d’autant plus spectaculaires que les écirs sont nombreux . Le vallon du Pêcher est ainsi fréquemment occupé par des accumulations neigeuses pouvant, les années froides, s’organiser en névés. Notons que, au XIXe siècle, Gustave Heuzé qualifiait le climat local de « Climat arvernien ».
Comme le caractérisait Emmanuel de Martonne, « Ce qui fait la rudesse du climat, ce sont les gelées quotidiennes pendant trois mois, les chutes de neige fréquentes (50 jours et plus), et la longue durée des enneigements qui peut atteindre 100 à 120 jours » et « L’enneigement des planèzes dépasse tout ce qu’on connaît dans les Alpes aux mêmes altitudes. Des villages du Cantal situés à plus de 1 000 mètres sont isolés pendant cinq mois ».
Le microclimat local est plus rude que celui des Monts du Cantal, « Autant le climat des faîtes volcaniques est aéré, humide, et relativement tempéré, autant celui des dépressions allongées à leur pied est sec et excessif. Le haut écran qui les protège à l’ouest, la large ouverture vers le nord, tout concourt à y faire régner des influences continentales ». Le même souligne cette sensation fréquente de froid hivernal, soit qu’il fasse du vent « la bise a accès partout » ou que « pendant les périodes anticyclonales de temps calme, l’air stagnant arrive aux températures les plus basses ».
La possibilité de précipitations tout au long de l’année, les processus de filtration par les sols spongieux et les pentes modérées favorisent un écoulement régulier des cours d’eau dans les talwegs, d’où la présence de nombreux moulins dont les toponymes renvoient à la période médiévale.

## Flore
Comme le souligne Emmanuel de Martonne, cet espace connaît « tout un cortège de plantes à affinités nordiques ». On relève dans et autour du Lac du Pêcher plusieurs espèces naturelles endémiques. Les végétations types de milieux humides y sont présentes : tremblants tourbeux (radeaux végétaux), prairies inondées mésotrophes, nardaies hygrophiles acidiclines montagnardes, des mégaphorbiaies mésotrophes, parvocariçaie (prairie tourbeuse des bas-marais, acide à acidicline), magnocariçaies (prairie humides à laiches à touradons), joncaies. L’environnement des collines, bucolique, très boisé, présente conjointement une végétation spontanée et des forêts entretenues.
Le lac du Pêcher présente en outre l’intérêt d’un milieu végétal relictuel, important en termes d’écopotentialité et de biodiversité.
Les principales espèces végétales présentes sont classées ci-après par ordre alphabétique. Ces listes ne sont pas exhaustives ; les milieux végétaux majeurs distingués par la ZNIEFF, ou “Habitats Déterminants”, sont ci-après repérés par le signe (HD) et classés en tête.
Pour les espèces protégées (au moment de la rédaction de cet article), sont indiquées entre parenthèses et dans cet ordre les dates des inscriptions en listes rouges : Région Auvergne, France métropolitaine, Européenne de l'UICN, Mondiale de l'UICN. La mention … indique l’absence d’arrêté de protection.

### Espèces citées par la ZNIEFF
- (HD) Pelouses à Carex lasiocarpa : laiche à fruit barbu (Laiche à fruit velu, Laiche filiforme), espèce pérenne des zones humides et des tourbières. Espèce protégée (2013, 2019, 2011, 2014) ;
- (HD) Prairies à Jonc acutiflore (Juncus acutiflorus), fréquent en zones humides. Espèce protégée (2013, 2019, 2011, 2014) ;
- (HD) Prairies à Molinie et communautés associées ;
- (HD) Radeaux de Potentille des marais (Potentilla palustris ou Comarum palustre), herbacée vivace semi-aquatique. Espèce protégée (2013, 2019, 2014, 2016) ; en association avec le Trèfle d’eau ;
- (HD) Radeaux de Trèfle d’eau (Menyanthes trifoliata), espèce herbacée vivace semi-aquatique. Espèce protégée (2013, 2019, 2011, 2014) ; en association avec la Potentille des marais ;
- Alisma nageante ou Flûteau nageant (Luronium natans), espèce pérenne, submergée et flottante. Espèce protégée (2013, 2019, 2011, 2011) ;
- Cariçaies et Magnocariçaies (grandes cariçaies) à Laiche paniculée (Carex paniculata), à Laiche en ampoules (Carex rostrata), à Laiche vésiculeuse (Laiche à ventricules) (Carex vesicaria) ;
- Communautés à Reine des prés et communautés associées : prairies hygrophiles de hautes herbes, souvent dominées par les Mégaphorbiaies et les Filipendula ulmaria. Espèce protégée (2013, 2019, 2012, 2014) ;
- Groupements de gazons amphibies (Bidens tripartitus ou Bidens tripartita) ;
- Pelouses silicicoles sèches ;
- Prairies à Canche cespiteuse (Deschampsia cespitosa), en touffes denses et compactes ;
- Roselières de roseaux communs (Phragmitaies) et de massettes (Typhaies) ;
- Saule à deux couleurs (Salix bicolor), en forme de large buisson de 30 à 50 cm de hauteur). Espèce protégée (2013, 2019……) ;
- Scirpe des marais (Eleocharis palustris), espèce pérenne des zones humides. Espèce protégée (2013, 2019, 2011, 2013) ;
- Scirpe pauciflore (Eleocaris quinqueflora), espèce pérenne des zones humides. Espèce protégée (2013, 2019, 2011, 2014).

### Espèces présentes
Espèces dont la présence est ou a été constatée in situ, dans et autour du Lac du Pêcher, dans un rayon de 2 500 mètres environ :
- (HD) Gentiane des marais (Gentiana pneumonanthe), peu haute ici, aux fleurs bleu vif. Espèce menacée, espèce protégée (2013, 2019, 2012…) ;
- (HD) Isoète des lacs (Isoetes lacustris), plante de fond souvent mêlée aux Littorelles, en régression. Espèce protégée (2013, 2019, 2011, 2011) ;
- (HD) Littorelle à une fleur (Littorella uniflora), plante de fond souvent mêlée aux Isoètes, en régression. Espèce protégée (2013, 2019, 2011, 2016) ;
- Aconit napel (Aconitum napellus), belle plante extrêmement toxique, en régression. Espèce protégée (2013, 2019, 2011, 2011) ;
- Adénostyle à feuilles d'alliaire (Adenostyles alliariae), aux bouquets de fleurs roses sur de hautes tiges. Espèce protégée (2013, 2019……) ;
- Agrostide (Agrostis canina), fréquente en zones humides. Espèce protégée (2013, 2019, 2011, 2014) ;
- Anémone pulsatile (Anemone pulsatilla), aux fleurs violet-noir et aux feuilles argentées, velues et pétiolées. Espèce protégée (…, 2019, 2014, 2014) ;
- Aulne glutineux (Alnus glutinosa), sur les sols constamment humides. Espèce protégée (2013, 2019, 2017, 2014) ;
- Bouleau nain (Betula nana), très rares sujets bas et buissonnants ; relique glaciaire en voie de disparition. Espèce menacée et protégée (2013, 2019…, 2014) ; sujets issus potentiellement (?) des quelques spécimens qui existent encore dans la Margeride voisine ;
- Bouleau pubescent (Betula pubescens) hygrophile. Espèce protégée (2013, 2019, 2012, 2014) ;
- Bourgène ou bourdaine (Frangula alnus), adapté aux milieux humides. Espèce protégée (2013, 2019, 2014, 2018) ;
- Epicea (Picea abies), adapté au froid et à l’humidité. Espèce protégée (…, 2019, 2017, 2017) ;
- Gentiane asclépiade (Gentiana asclepiadea), aux petites touffes de fleurs bleues. Espèce protégée (…, 2019, 2013…) ;
- Gentiane des champs (Gentianella campestris), aux petites touffes de fleurs rose lilas. Espèce protégée (2013, 2019……) ;
- Gentiane jaune (Gentiana lutea), ou Grande gentiane, emblématique de l’Auvergne, hautes plante aux grands fleurs jeunes. Espèce protégée (2013, 2019, 2011…) ;
- Hêtre (Fagus sylvatica), à grande longévité, exigeant en humidité, adapté au froid de l’hiver, mais qui peut souffrir des gelées de printemps. Espèce protégée (2013, 2019, 2018, 2018) ;
- Iris des marais (Iris pseudacorus), aux grandes fleurs jaunes, localement en régression car trop cueilli. Espèce protégée (2013, 2019, 2011, 2014) ;
- Laiche (Laiche des tourbières, Laiche des vases, Laiche des bourbiers) (Carex limosa), fréquente dans les zones humides de montagne. Espèce protégée (2013, 2019, 2011, 2014) ;
- Laiche tronquée (Carex canescens), fréquente dans les marais et tourbières. Espèce protégée (2013, 2019, 2011, 2013) ;
- Ligulaire de Sibérie (Ligularia siberica), grande plante aux nombreuses fleurs jaunes réunies en capitules. Espèce protégée (2013, 2019, 2011…) ;
- Linaigrette aux houppes blanches (Eriophorium vaginatum), plante adaptée aux zones humides de terrains acides (marais et tourbières) ;
- Mélèze (Larix decidua), espèce pionnière bien adaptée au froid et à l’humidité. Espèce protégée (…, 2019, 2017, 2017) ;
- Myrtille (Vaccinium myrtillus). Espèce protégée (2013, 2019, 2012…) ;
- Nénuphar nain (Nuphar pumila), plante aquatique aux fleurs jaunes, parfois confondu avec le Populage des marais. Espèce protégée (2013, 2019, 2011, 2016) ;
- Orchis sureau (Dactylorhiza sambucina), aux fleurs jaunes ou pourpres ;
- Pensée des rochers (Viola saxatilis), fleurs blanches et jaunes. Espèce protégée (2013, 2019……) ;
- Petite pensée (Viola parvula), aux fleurs lilas très clair ;
- Pin des fanges (Pinus mugo S. rotundata) pin à crochets adapté aux zones très humides ;
- Pin sylvestre (Pinus sylvestris), arbre élancé au tronc nu. Espèce protégée (2013, 2019, 2016, 2013) ;
- Populage des marais (Caltha palustris), plante aquatique ou semi aquatique, aux fleurs jaunes, parfois confondue avec le nénuphar nain. Espèce protégée (2013, 2019, 2011, 2014) ;
- Potamot crépu (Potamogeton crispus), espèce aquatique hydrophyte. Espèce protégée (2013, 2019, 2011, 2014) ;
- Sapin pectiné (Abies alba), adapté au froid de l’hiver, mais souffre des gelées de printemps. Espèce protégée (2013, 2019, 2017, 2017) ;
- Sphaignes des marais (Sphagnum palustre). Espèce localement protégée (2013………) ;
- Valériane officinale (Valeriana officinalis), aux longues tiges vertes et aux corymbes de fleurs légèrement rosées. Espèce protégée (2013, 2019, 2012…) ;
- Violette des marais (Viola palustris), fleurs inodores rose pale ou mauves. Espèce protégée (2013, 2019…, 2016).

## Faune
La particularité du lac du Pêcher et de ses environs est de posséder une très grande variété d’espèces. Ce foisonnement n’est que relatif : les observations effectuées sur place montrent que, en réalité, ce ne sont que très peu d’individus de chacune d’elles. En langage familier, mais intéressant pour les observateurs, nous sommes sur un “carrefour” où se superposent et se succèdent une foule d’individus : amphibiens et reptiles, insectes, oiseaux, mammifères,.
Les espèces déterminantes sont signalées par (ED) et classées en têtes de listes. Aucune liste n'est exhaustive. 
Pour les espèces protégées (au moment de la rédaction de cet article), sont indiquées entre parenthèses et dans cet ordre les dates des inscriptions en listes rouges : Région Auvergne, France métropolitaine, Européenne de l'UICN, Mondiale de l'UICN. La mention … indique l’absence d’arrêté de protection. 

### Peuplement piscicole
- (ED) Truite arc-en-ciel (Oncorhynchus mykiss), régulièrement réintroduite dans le Lac du Pêcher afin de satisfaire la demande des pêcheurs, bien que son introduction dans le biotope soit discutable[26]. Espèce protégée (…, 2019……) ;
- (ED) Truite fario (terme revendiqué par les pêcheurs), mais plus exactement Truite de lac (Salmo trutta lacustris), régulièrement réintroduite dans le Lac du Pêcher afin de satisfaire la demande des pêcheurs. Espèce protégée (…, 2019, 2011, 2006) ;
- Carpe commune (Cyprinus carpio), appréciant les fonds vaseux du Lac du Pêcher, mais peu nombreuse. Espèce protégée (…, 2019, 2010, 2008) ;
- Gardon (Rutilus rutilus), apprécié des pêcheurs mais peu capturé du fait de sa taille modeste. Espèce protégée (…, 2019, 2010, 2008) ;
- Goujon (Gobio gobio), un excellent bio-indicateur de la qualité de l’eau du Lac du Pêcher. Espèce protégée (…, 2019, 2011, 2011) ;
- Tanche (Tinca tinca), appréciant les fonds vaseux du Lac du Pêcher. Espèce protégée (…, 2019, 2010, 2008).

### Amphibiens et reptiles
- (ED) Triton alpestre (Ichthyosaura alpestris), unique espèce d’amphibiens ichthyausoria conservant une queue à l’état adulte (Caudata urodela). Espèce protégée (2017, 2015, 2009, 2009) ;
- Alite accoucheur (Alytes obstetricans), petit crapaud d’aspect granuleux. Espèce protégée (2017, 2015, 2009, 2009) ;
- Couleuvre à collier (Natrix natrix), dont la présence est lié au milieu humide. Espèce modérément protégée (2017, 2015……) ;
- Crapaud calamite (Epidalea calamita), adapté au milieu humide de moyenne montagne. Espèce protégée (2017, 2015, 2009, 2009) ;
- Grenouille agile (Rana dalmatina) encore fréquente mais en régression. Espèce protégée (…, 2015, 2009…) ;
- Grenouille rousse (Rana temporaria), encore fréquente mais en régression. Espèce protégée (2017, 2015, 2009, 2009) ;
- Lézard vivipare (Zootoca vivipara), petit lézard appréciant la proximité des zones humides. Espèce protégée (…, 2015, 2017, 2010) ;
- Triton crêté (Triturus cristatus), quelques spécimens seulement de ce triton de grande taille. Espèce protégée (2017, 2015, 2009, 2009) ;
- Vipère pléiade (Vipera berus), serpent solénoglyphe venimeux, au corps large de 50 à 60 cm de long. Espèce protégée (…, 2015, 2009…).

### Avifaune
L’avifaune est au centre des intérêts touristiques du Lac du Pêcher : un poste d’observation spécifique a été construit, lequel constitue l’un des points forts du sentier de découverte qui a été créé.
Sauf exception, chaque espèce est renvoyée à sa description dans l'encyclopédie Wikipedia, celle-ci étant généralement trop complexe pour pouvoir être synthétisée.

#### Oiseaux nicheurs
- (ED) Alouette lulu (Lullula arborea). Espèce protégée (2016, 2016, 2015, 2017) ;
- (ED) Bécassine des marais (Gallinago gallinago). Espèce protégée (2016, 2011, 2015, 2017) ;
- (ED) Bruant des roseaux (Emberiza schoeniclus). Espèce protégée (2016, 2011, 2015, 2018) ;
- (ED) Cisticole des joncs (Cisticola juncidis). Espèce protégée (2016, 2016, 2015, 2017) ;
- (ED) Figuline milouin (Aythya ferina). Espèce protégée (2016, 2011, 2015, 2017) ;
- (ED) Foulque macroule (Fulica atra). Espèce protégée (2016, 2011, 2015, 2016) ;
- (ED) Grèbe castagneux (Tachybaptus ruficollis). Espèce protégée (2016, 2016, 2015, 2017) ;
- (ED) Grèbe huppé (Podiceps cristatus). Espèce protégée (2016, 2016, 2015, 2018) ;
- (ED) Mouette rieuse (Chroicocephalus ridibundus). Espèce protégée (2016, 2011, 2015, 2018) ;
- (ED) Pie-grièche grise (Lanius excubitor). Espèce protégée (2016, 2016, 2011, 2017) ;
- (ED) Râle d’eau (Rallus aquaticus). Espèce protégée (2016, 2011, 2015, 2016) ;
- (ED) Tarier des prés (Saxicola rubetra), bon bioindicateur de la qualité des prairies naturelles. Espèce protégée (2016, 2011, 2015, 2016) ;
- (ED) Vanneau huppé (Vanellus vanellus). Espèce protégée (2016, 2011, 2015, 2017) ;
- Gallinule poule d’eau (Gallinula chloropus). Espèce protégée (2016, 2016, 2015, 2016) ;
- Marouette ponctuée (Porzana porzana). Espèce menacée, espèce protégée (2016, 2011, 2015, 2016) ;
- Sarcelle d’hiver (Anas crecca). Espèce menacée, espèce protégée (2016, 2011, 2015, 2016) ;

#### Oiseaux migrateurs
- Aigrette garzette (Egretta garzetta). Espèce protégée (2016, 2016, 2015, 2016) ;
- Bécasse des bois (Scolopax rusticola). Espèce protégée (2016, 2016, 2015, 2016) ;
- Becs-croisés des sapins (Loxia curvirostra). Espèce protégée (2016, 2011, 2015, 2017) ;
- Busard cendré (Circus pygargus). Espèce protégée (2016, 2011, 2015, 2016) ;
- Busard des roseaux (Circus aeruginosus). Espèce protégée (2016, 2011, 2015, 2016) ;
- Busard Saint-Martin (Circus cyaneus). Espèce protégée (2016, 2011, 2015, 2016) ;
- Buse variable (Buteo buteo). Espèce protégée (2016, 2011, 2015, 2017) ;
- Butor étoilé (Botaurus stellaris). Espèce protégée (2016, 2011, 2015, 2016) ;
- Canard pilet (Anas acuta). Espèce protégée (2016, 2011, 2015, 2017) ;
- Canard siffleur (Mareca pénélope). Espèce protégée (2016, 2011, 2015, 2017) ;
- Canard souchet (Anas clypeata). Espèce protégée (2016, 2011, 2015, 2016) ;
- Chevalier aboyeur (Tringa nebularia). Espèce protégée (…, 2011, 2015, 2016) ;
- Chevalier guignette (Actitis hypoleucos). Espèce protégée (2016, 2011, 2015, 2016) ;
- Chevalier sylvain (Tringa glareola). Espèce protégée (…, 2011, 2015, 2016) ;
- Combattant varié (Calidris pugnax). Espèce protégée (2016, 2011, 2015, 2016) ;
- Grand corbeau (Corvus corax). Espèce protégée (2016, 2016, 2015, 2017) ;
- Grande aigrette (Ardea alba). Espèce protégée (2016, 2016, 2015, 2016) ;
- Grive draine (Turdus viscivorus). Espèce protégée (2016, 2011, 2015, 2016) ;
- Grive musicienne (Turdus philomelos). Espèce protégée (2016, 2011, 2015, 2018) ;
- Guifette moustac (Chlidonias hybrida). Espèce protégée (…, 2011, 2015, 2017) ;
- Guifette noire (Chlidonias niger). Espèce protégée (…, 2011, 2015, 2018) ;
- Héron pourpré (Ardea purpurea). Espèce protégée (2016, 2014, 2015, 2016) ;
- Hibou moyen duc (Asio otus). Espèce protégée (2016, 2011, 2015, 2018) ;
- Mésange bleue (Cyanistes caeruleus). Espèce protégée (2016, 2011, 2015, 2017) ;
- Mésange charbonnière (Parus major). Espèce protégée (2016, 2011, 2015, 2016) ;
- Mésange noire (Periparus ater). Espèce protégée (2016, 2011, 2015, 2017) ;
- Milan noir (Milvus migrans), [susceptible de nicher]. Espèce protégée (2016, 2011, 2015, 2016) ;
- Milan royal (Milvus milvus). Espèce protégée (2016, 2011, 2015, 2018) ;
- Pic épeiche (Dendrocopos major). Espèce protégée (2016, 2011, 2015, 2016) ;
- Pic noir (Dryocopus martius). Espèce protégée (2016, 2016, 2015, 2018) ;
- Pluvier grand Gravelot (Charadrius hiaticula). Espèce protégée (…, 2011, 2015, 2016).
- Roitelet huppé (Regulus Regulus). Espèce protégée (2016, 2011, 2015, 2018) ;
- Roitelet triple bandeau (Regulus ignicapilla). Espèce protégée (2016, 2011, 2015, 2016) ;
- Sittelle torchepot (Sitta europaea). Espèce protégée (2016, 2016, 2015, 2018).

### Insectes
Liste limitée aux principales espèces déterminantes
- (ED) Agryon délicat (Ceriagrion tenellum), communément nommé demoiselle ou libellule, insecte aux tons rouges à corps allongé, aquatique à l'état larvaire et terrestre à l'état adulte. Espèce protégée (2017, 2016, 2010, 2018) ;
- (ED) Caloptéryx vierge méridional, Caloptéryx méridional (Calopteryx virgo v. meridionalis), communément nommé demoiselle ou libellule, insecte vert métallique à corps allongé, aquatique à l'état larvaire et terrestre à l'état adulte. Espèce protégée (2017, 2016, 2010, 2018) ;
- (ED) Cordulégastre bidenté (Cordulegaster bidentata Selys), Grande libellule noire et jaune. Espèce menacée, espèce protégée (2017, 2016, 2010, 2010) ;
- (ED) Cordulie arctique (Somatochlora arctica), libellule vert métallique dont les yeux se touchent en un point. Espèce protégée (2017, 2016, 2010…) ;
- (ED) Cuivré de la Bistorte, ou Cuivre violacé, ou Lycène helle, ou Argus Violet, ou Argus myope violet (Lycaena helle), petit papillon. Espèce protégée (2013, 2012, 2010…) ;
- (ED) Damier de la Succise, ou Artémis, ou Damier printanier, ou Mélitée des marais, ou Mélitée de la Scabieuse, ou Damier des marais (Euphydryas aurinia), papillon marron à damiers orange. Espèce protégée (2013, 2012, 2010…) ;
- (ED) Decticelle des bruyères (Metrioptera brachyptera), petite sauterelle des tourbières et des lieux humides. Espèce protégée (2017, .., 2016…) ;
- (ED) Leucorrhine douteuse (Leucorrhinia dubia), communément nommé demoiselle ou libellule, insecte aux tons rouges à corps allongé, typique des milieux humides acides. Espèce protégée (2017, 2016, 2010, 2009) ;
- (ED) Paon-du-jour (Aglais oi), beau papillon aux ocelles de couleurs vives. Espèce protégée (2013, 2012, 2010…).

### Mammifères
- (ED) Barbastelle d’Europe (Barbastella barbastellus), chauve-souris de taille moyenne, espèce vulnérable et menacée car très sensible aux modifications de son habitat. Espèce protégée (2015, 2017, 2007, 2016) ;
- (ED) Chat forestier, chat sauvage (Felis silvestris), de taille moyenne voire petite, très farouche et fuyant les humains, espèce menacée. Espèce protégée (2015, 2017, 2007, 2015) ;
- (ED) Grand Murin (Myotis myotis), chauve-souris. Espèce menacée, strictement protégée (2015, 2017, 2007, 2016) ;
- (ED) Grand rhinolophe (Rhinolophus ferrumequinum), grande chauve-souris sédentaire, le plus grand rhinolophe en Europe. Espèce protégée (2015, 2017, 2007, 2016) ;
- (ED) Loutre d’Europe (Lutra lutra) carnivore semi aquatique, au corps allongé de 80 cm environ et aux pattes palmées. Espèce protégée (2015, 2017, 2007, 2015) ;
- (ED) Murin de Bechstein (Myotis bechsteinii), chauve-souris de taille moyenne aux oreilles très longues et larges, espèce menacée. Espèce protégée (2015, 2017, 2007, 2016) ;
- (ED) Murin de Natterer, Vespertilion de Natterer (Myotis nattereri), chauve-souris au vol lent, fréquentant les plans d’eau. Espèce menacée, strictement protégée (2015, 2017, 2007, 2008) ;
- (ED) Noctule de Leisler (Nyctalus leiseri), chauve-souris de taille moyenne aux membranes alaires et à la face brune. Espèce protégée (2015, 2017, 2007, 2016) ;
- (ED) Petit rhinolophe (Rhinolophus hipposideros), très petite chauve-souris au pelage brun clair sur le dos et grisâtre sur le ventre, le plus petit rhinolophe en Europe (4 à 7 grammes). Espèce menacée, espèce protégée (2015, 2014, 2017, 2007) ;
- (ED) Pipistrelle de Nathusius (Pipistrellus nathusii), grande chauve-souris, qui chasse préférentiellement en milieux boisés diversifiés, riches en plans d’eau, ou encore à proximité des haies et des lisières. Espèce protégée (2015, 2017, 2007, 2016) ;
- Belette d’Europe (Mustela nivalis), présente en lien avec l’importance des populations avicoles, à la fois considérée comme nuisible et espèce protégée (2015, 2017, 2007, 2016) ;
- Blaireau (Meles meles), aux bandes longitudinales noires ornant son museau. Espèce protégée (2015, 2017, 2007, 2016) ;
- Campagnol agreste (Microtus agrestis), espèce appréciant les espaces humides. Espèce protégée (2015, 2017, 2007, 2016) ;
- Cerf élaphe (Cervus elaphus hippelaphus ), grand herbivore ruminant. Espèce protégée (2015, 2017…, 2018) ;
- Chevreuil (Capreolus capreolus), petit cervidé fin et élancé, agile et rapide. Espèce protégée (2015, 2017, 2007, 2016) ;
- Ecureuil roux (Sciurus vulgaris), fréquent du fait des surfaces importantes en conifères. Espèce protégée (2015, 2017, 2007, 2016) ;
- Fouine (Martes foina), relativement peu nombreuse. Espèce protégée (2015, 2017, 2007, 2016) ;
- Lapin de garenne (Oryctolagus cuniculus), en relatif déclin. Espèce protégée (2015, 2015, 2007, 2008) ;
- Lièvre d’Europe (Lepus europaeus Pallas), en relatif déclin, mais encore assez nombreux pour faire l’objet d’une chasse importante. Espèce protégée (2015, 2017, 2007, 2019) ;
- Martre des pins (Martes martes), du fait des boisements denses en périphérie. Espèce protégée (2015, 2017, 2007, 2016) ;
- Murin de Daubenton (Myotis daubentonii), chauve-souris habituée des plans d’eau de des ripisylves. Espèce protégée (2015, 2017, 2007, 2008) ;
- Noctule commune (Nyctalus noctula v. lardarius), chauve-souris commune de grande taille. Espèce protégée (2015, 2017, 2007, 2016) ;
- Oreillard roux (Plecotus auritus), chauve-souris de taille moyenne, caractérisée par ses immenses oreilles reliées à la base par un repli de peau. Espèce protégée (2015, 2017, 2008, 2008) ;
- Pipistrelle commune (Pipistrellus pipistrellus), petite chauve-souris au pelage dorsal de brun sombre à brun roux. Espèce protégée (2015, 2017, 2007, 2008) ;
- Pipistrelle de Kuhl (Pipistrellus kuhlii), petite chauve-souris à la face et aux membranes alaires brun sombre. Espèce protégée (2015, 2017, 2007, 2016) ;
- Renard roux (Vulpes vulpes), assez fréquent. Espèce protégée (2015, 2017, 2007, 2016) ;
- Sanglier (Sus scrofa), régulièrement chassé. Espèce protégée (2015, 2017, 2007, 2008) ;
- Sérotine commune (Eptesicus serotinus), grande et robuste chauve-souris. Espèce protégée (2015, 2017, 2007, 2008).

## Histoire

### Avant leXIXesiècle
Le lac est présent sur la carte de Cassini (XVIIIe siècle) sous l’appellation de « Étang de Fonnostre », la digue de retenue étant nettement tracée sur la carte. Le vallon de cet étang est cerné par les « Vacheries de Portemier », la « Vacherie de Fondela » et le hameau de « La Boysoneyre ».

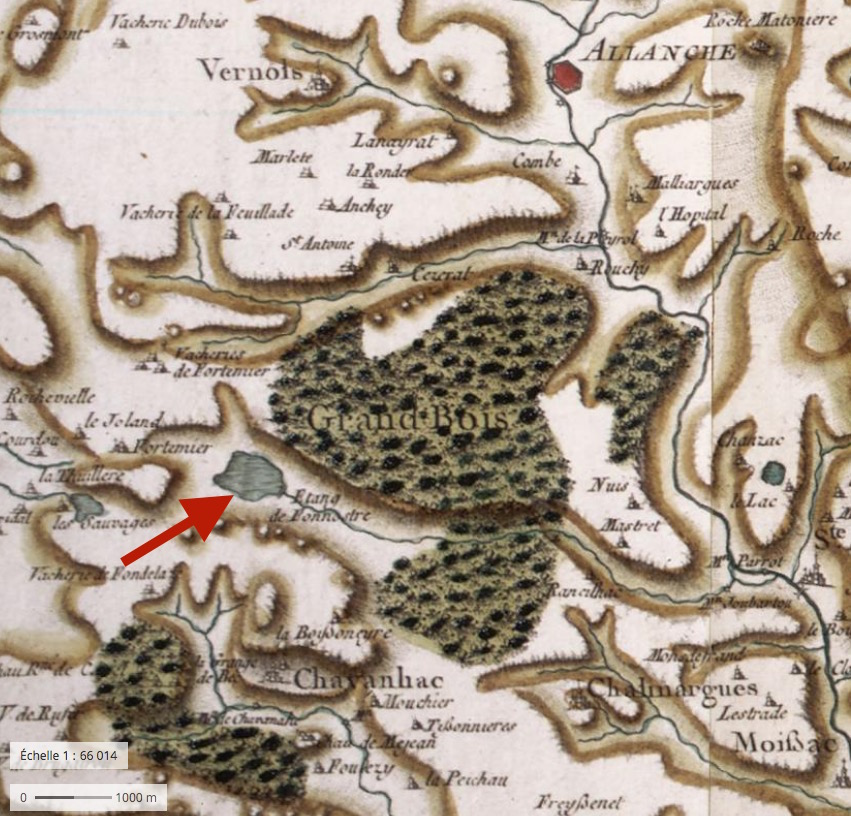
Extrait de la carte de Cassini (© IGN) centrée sur le Lac du Pêcher

L’étang de Fonnostre, aujourd’hui Lac du Pêcher, est depuis le XIIe siècle une zone humide artificielle seigneuriale à vocation nourricière, telle qu’elles existent dans l’espace français (actuel) depuis l’optimum climatique médiéval. Elles sont nombreuses dès ce XIIe siècle, afin de constituer des réserves piscicoles (parfois exploitées par vidage partiel ou total de la zone humide).
Hypothèse locale complémentaire : la présence de moulins en aval, dont les toponymes sont d’origine médiévale, laisse envisager la possibilité que cette réserve d’eau ait pu être également utilisée pour pallier les étiages estivaux lors de cet optimum climatique médiéval, étiages d’autant plus importants que l’excessivité du climat peut entrainer ici des étés extrêmement longs et secs.
Il semblerait qu’il ait été édifié par les Templiers, qui se seraient implantés à Fons Nostre, avec une halte destinée aux pèlerins sur l’une des voies allant à Saint Jacques de Compostelle (itinéraire subsidiaire de la Via Podiensis). Templiers qui s’installèrent ensuite dans la Commanderie de Celles, qui leur fut cédée en 1213 par le dernier seigneur de la lignée, Dalmace de Celles. Après leur disparition, la Commanderie de Celles passe en 1314 aux mains des Hospitaliers de Saint-Jean de Jérusalem.
L’espace comprenant en amont l’actuel Lac du Pêcher, une courte vallée dépendant alors de la Paroisse de Sainte Anastasie, est inclus dans l’« Annexe d’Allanche–Pradiers » de cette Commanderie de Celles. Un espace qui comprenait « maisons et bâtiments d’exploitation, prés, terres, pacages, bois, étang (…) ». Cette Commanderie existe encore « en 1703 » et s’étendait à « sept paroisses, 25 villages et comptait 358 censitaires ».
Ces étangs à vocation piscicole existent en nombre important depuis les XIIe et XIIIe siècles dans l’ensemble de la France, et notamment dans la région, depuis le Languedoc jusqu’au Forez et à la Dombes. Comme le précise le Dr Jacques Pellegrin : «L’obligation de manger maigre certains jours et durant le Carême, fit rechercher le Poisson et nombre de monastères entretinrent des étangs pour fournir à la consommation cet aliment recherché. C’est ainsi que les étangs se multiplièrent et prospérèrent jusque vers le milieu du XVIIIe siècle ».

### XIXesiècle

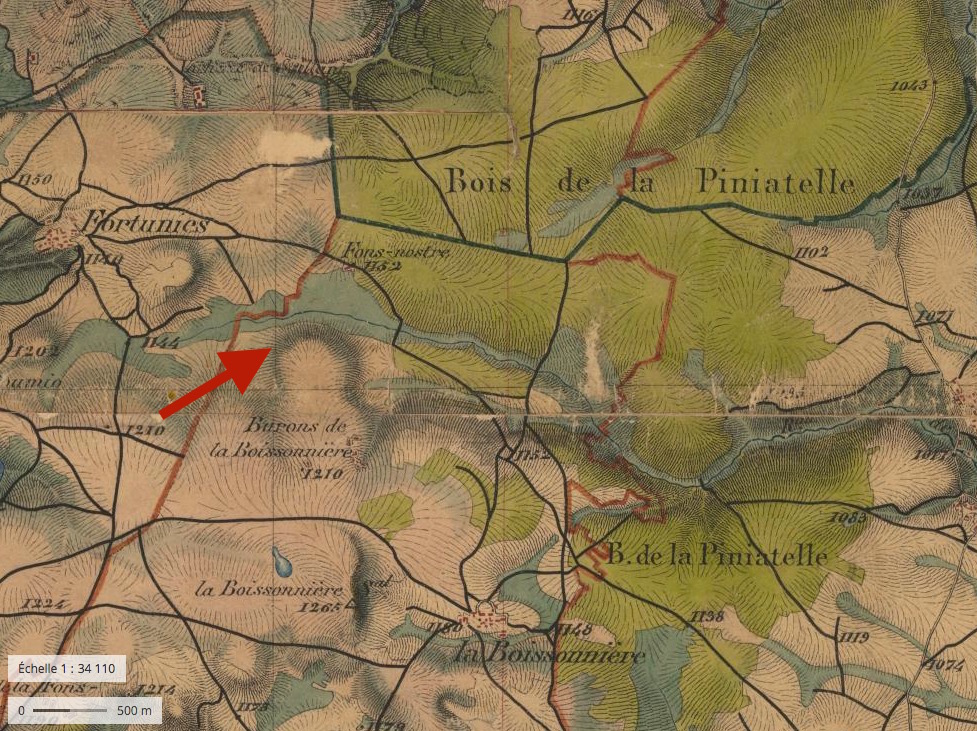
Extrait de la carte dite d'État Major (© IGN) centrée sur le Lac du Pêcher

Le lac a disparu dans la carte dite « d’État-Major » datée de 1820-1866. Ce qui corrobore l’évolution de ces zones humides précisée par le Dr Jacques Pellegrin, « À ce moment [XVIIIe siècle] il y eut un arrêt marqué de la progression. Une campagne fut engagée contre eux ; on les accusa avec plus ou moins de raison de propager le paludisme et beaucoup furent asséchés pour motif de salubrité pendant la période révolutionnaire ». Et de noter que « ce n’est seulement qu’à une période bien plus récente, au XXe siècle, qu’on comprit que les poissons étaient d’excellents destructeurs des larves de moustiques (…) et qu’on revint peu à peu à un genre d’exploitation à la fois fructueuse et pratique ».
Dans le cas précis du lac du Pêcher, son achat lors de la vente des Biens nationaux et, en corrélation, les libertés d’exploitations et des salaires induites par la loi Le Chapelier (1791), ont pu accentuer sa mise en faire-valoir comme tourbière, ce qui expliquerait sa disparition des cartes ; hypothèse seulement, mais avancée en appui sur des cas identiques, et qui corroborerait l’apparition du lieudit “Chantetoulié” analysé ci-dessus, lieudit qui apparaît précisément au XIXe siècle.
L’ « étang de Fonnostre » a disparu alors que le site éponyme demeure. Ce vallon n’est alors plus nommé sur cette carte « d’État-Major », le ruisseau devenant “ruisseau de Mourret” ; vallon cerné par le bois de la Piniatelle, le bâtiment de “Fons-nostre”, le hameau de “Fortuniès” et les « Burons de la Boissonnière ».

### XXesiècle
Le lac est absent tant de la carte topographique de 1950 que des photographies aériennes de 1950-1965. Dans la carte topographique de 1950 ce vallon apparaît comme une cuvette rassemblant les cours d’une douzaine de ruisseaux, sous le nom de « le Pêcher », toponyme conservé par l’usage local.

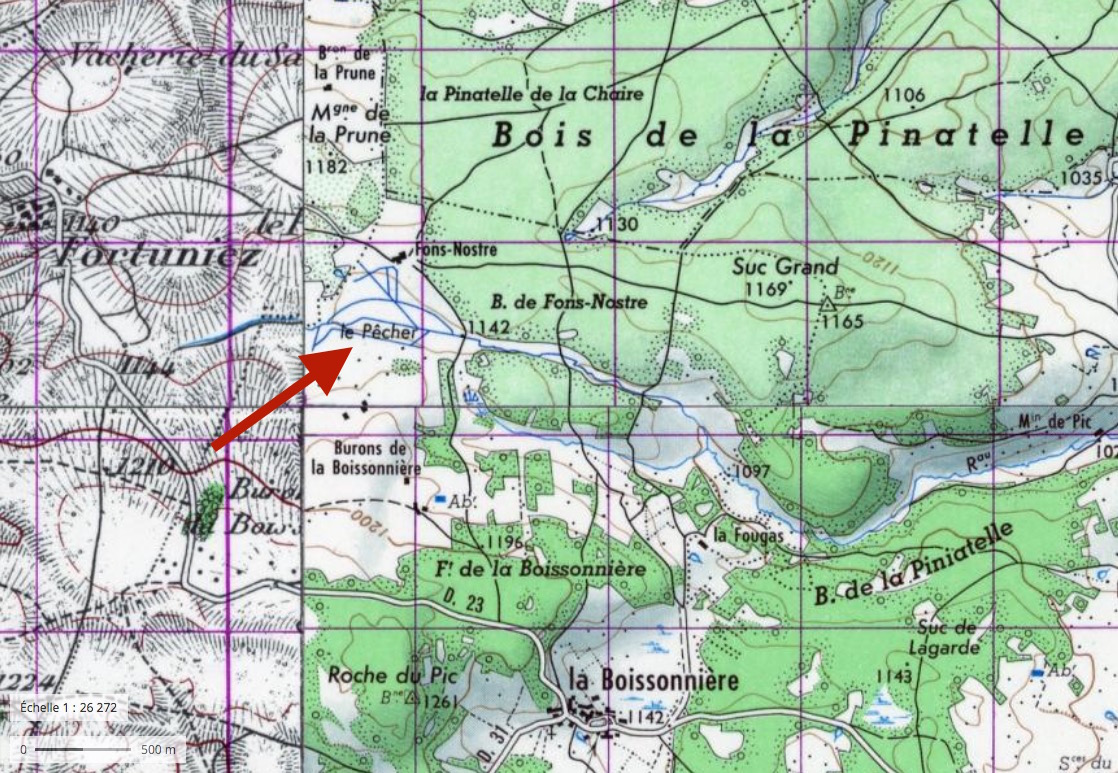
Carte topographique de 1950 centrée sur le Lac du Pêcher © IGN

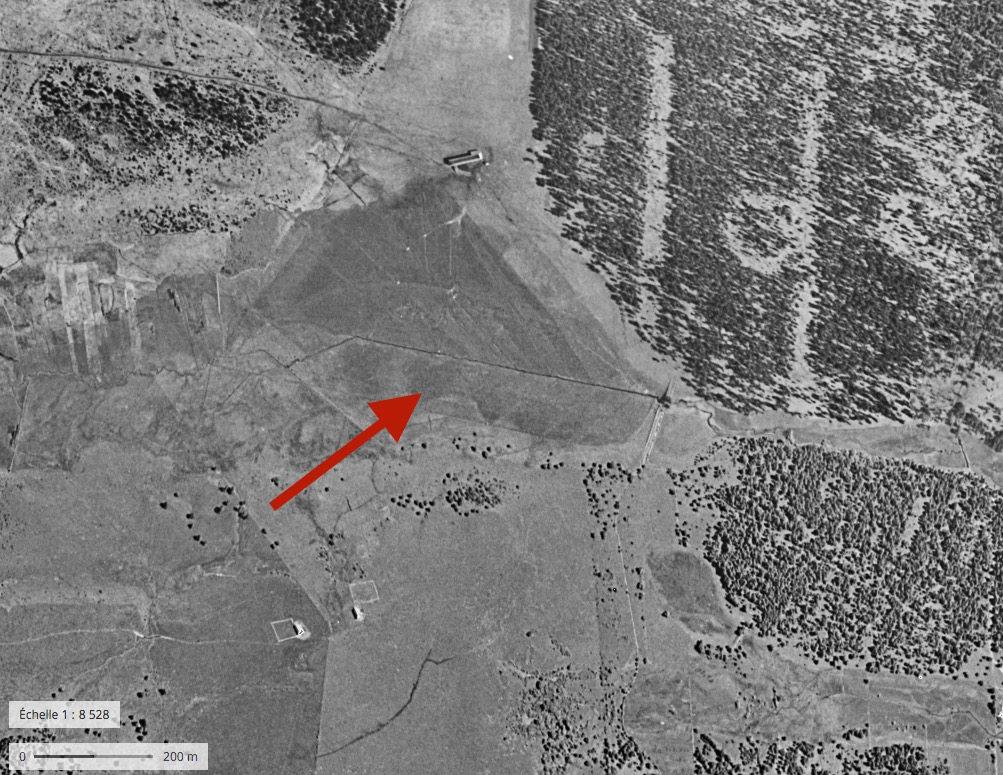
Photographie aérienne de 1950 centrée sur le Lac du Pêcher © IGN

Le lac du Pêcher réapparaît dans les cartes de l’Institut géographique national à partir de 1973, tant dans sa forme que dans les toponymes actuels. Il n’est plus utilisé dès lors que de façon ludique, et fait l’objet de plusieurs mesures de protection depuis la création en 1977 du Parc Naturel Régional des Volcans d’Auvergne.

## Activités
Zone humide d’exception, le site du lac du Pêcher a été classé Zone naturelle d'intérêt écologique, faunistique et floristique (ZNIEFF), un espace naturel inventorié en fonction de son caractère remarquable. C’est en outre une zone protégée au sein du Parc naturel régional des volcans d’Auvergne. Rappelons que, classé comme “Espace naturel sensible”, le lac du Pêcher est strictement interdit à la baignade et à la navigation.
Les activités humaines y sont cependant importantes juxtaposant des activités du secteur primaire et des activités du secteur tertiaire.

### Activités du secteur primaire
Les activités du secteur primaire reposent sur un élevage bovin quasi exclusif
L’élevage bovin intensif domine, à vocation laitière surtout, en lien avec la référence laitière de plusieurs zones d’appellations fromagères d’origines protégées ;
L’agriculture est inexistante dans le secteur du lac du Pêcher (0 % de terres labourables), hormis les prairies de fauche, parfois ensemencées ;
La sylviculture raisonnée exploite avec discernement les ressources forestières en périphérie du lac (Pinatelle, Boissonnière) ;
L’extraction de tourbe a depuis fort longtemps été abandonnée (1914).

### Activités du secteur tertiaire

#### La pêche
Le lac du Pêcher est géré par l’A.A.P.P.M.A. (Association agréée pour la pêche et la protection du milieu aquatique) d’Allanche.
Dans sa partie amont, le lac du Pêcher est une réserve de pêche classée en 1re catégorie. Cette réserve est nettement et clairement signalée par des panneaux.
Dans sa partie aval, il a retrouvé sa vocation première d’espace piscicole avec la pêche de loisir, strictement réglementée, mais bénéficiant également d’aménagements spécifiques.
Ainsi la réglementation particulière affichée sur place limite les prises à un quota de 6 truites par jour, avec une taille minimale de 23 cm. Un ponton a été aménagé permettant la pratique de le pêche pour les personnes à mobilité réduite. Le lac est régulièrement empoissonné en truites fario et arc-en-ciel.

#### Les activités de loisirs: découvertes, promenades et randonnées
Un sentier d’interprétation de 3,2 km a été tracé. Il permet de découvrir les différents aspects de cet Espace naturel sensible. Plus particulièrement, un poste d’observation de l’avifaune permet de découvrir l’étonnante richesse de ce site.
Les forêts environnantes (près de 3 000 hectares) sont parcourues de sentiers balisés. Le promeneur silencieux découvrira quasiment à coup sûr d’innombrables oiseaux et plusieurs mammifères ; notamment écureuils, chevreuils, lapins et lièvres, renard roux.
Le lac du pêcher et son environnement constituent ainsi de remarquables lieux propices à la compréhension de l’environnement.
À Chalinargues, à 5,6 km du lac, la “Maison de la Pinatelle” propose des guides et topoguides, ainsi que de nombreux ouvrages relatifs à cet environnement, ainsi que des expositions permettant de comprendre l’évolution des paysages.

#### Le séjour

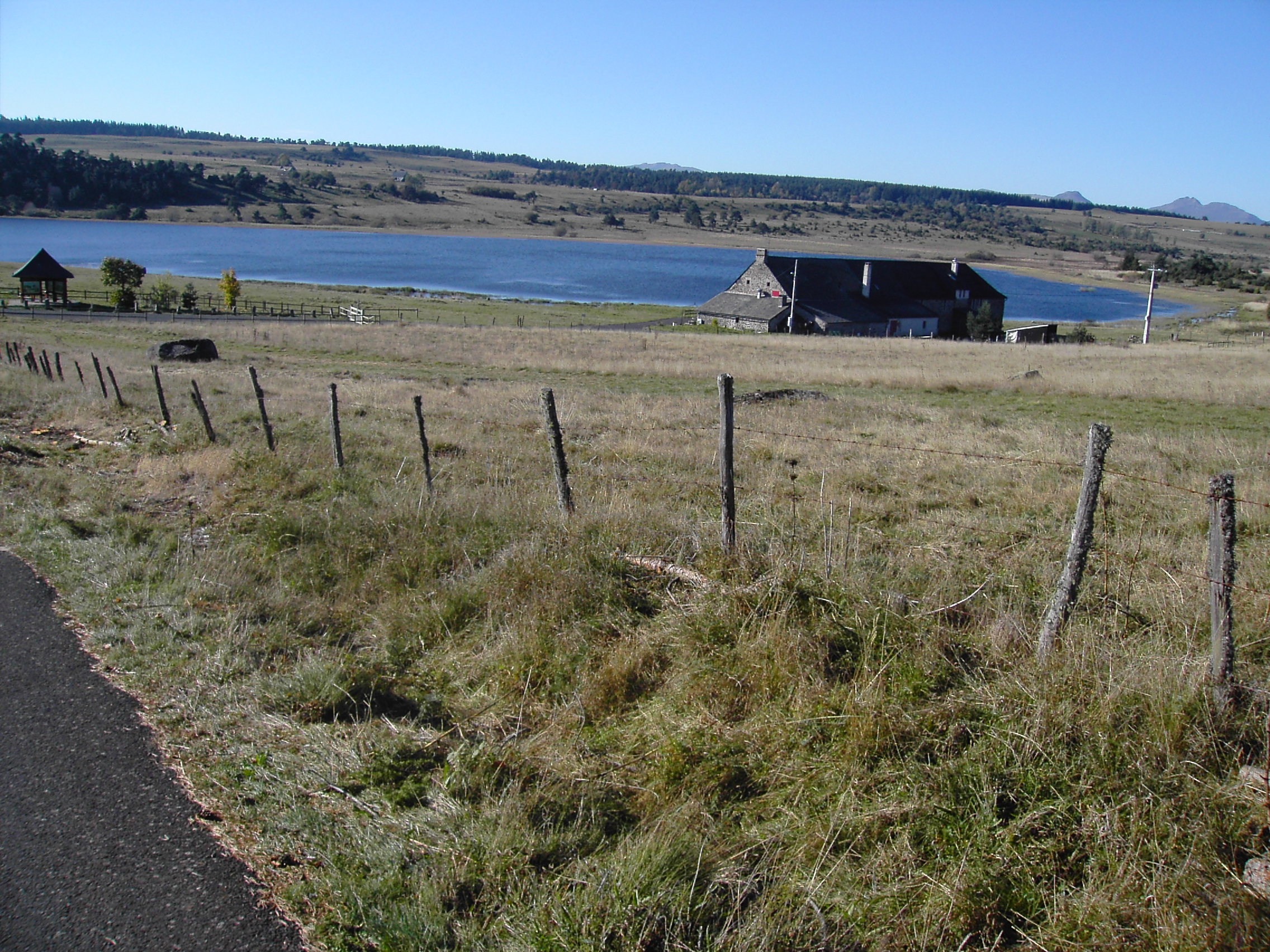
Le Lac du Pêcher. Au premier plan, le bâtiment médiéval de Fons-Nostre devenu Ecolodge

Le caractère exceptionnel de ce site invite à y demeurer de longs moments. Notamment, de nuit, les allées et venues des mammifères venant s'abreuver constitue un événement sans cesse renouvelé. Mais le camping comme le bivouac sont strictement interdits dans le secteur du lac du Pêcher, espace naturel sensible et zone protégée au sein du Parc naturel régional des volcans d'Auvergne.
Cependant, le séjour in situ a été rendu possible avec la transformation en 2010 de l’ancienne bergerie de Fons-nostre, héritière du bâtiment créé par les Templiers, en un luxueux “Ecolodge”, hôtel, restaurant et spa, hébergement touristique qui répond aux critères de respect de l'environnement garantis par un label environnemental.

## Pour approfondir